# Cheilopogon furcatus
Cheilopogon furcatus es una especie de pez del género Cheilopogon, familia Exocoetidae. Fue descrita científicamente por Mitchill en 1815.
Se distribuye por el Atlántico Occidental: Massachusetts, EE. UU. hasta América del Sur. Atlántico Oriental: Cabo Verde. Atlántico Noroccidental: Canadá. Océano Índico: ampliamente distribuido. Pacífico Occidental y Centro Oriental. La longitud total (TL) es de 35 centímetros. Habita en aguas superficiales y su dieta se compone de zooplancton y pequeños peces. Puede alcanzar los 20 metros de profundidad.
Está clasificada como una especie marina inofensiva para el ser humano.